# Telebus
Telebusser er busser, der betjener yderområder, hvor der ikke er tilstrækkeligt passagergrundlag til fast rutedrift. I stedet fungerer telebusserne som en taxilignende ordning, hvor man ringer og bestiller bussen, når man skal bruge den. Busserne har således typisk ikke en fast rute, men afgår f.eks. fra endestationen på faste tider. I byområder benyttes almindeligvis de eksisterende stoppesteder, mens det i landområderne er muligt at blive kørt fra adresse til adresse.